# Bisbat de Moulins
El bisbat de Moulins - Diocèse de Moulins (francès), Dioecesis Molinensis (llatí) - és una seu de l'Església Catòlica a França, sufragània de l'arquebisbat de Clermont. El 2016 tenia 340.000 batejats sobre una població de 342.729 habitants. Actualment està regida pel bisbe Laurent Percerou.

## Territori

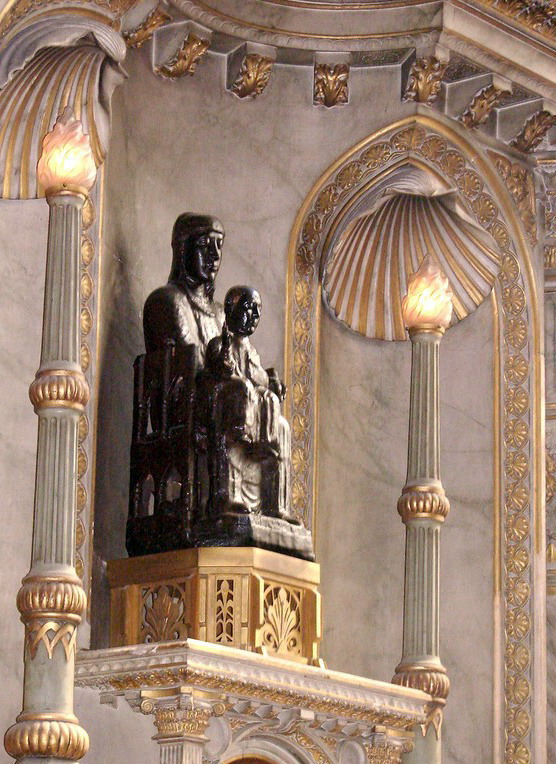
Notre-Dame du Moulins, patrona de la diòcesi.

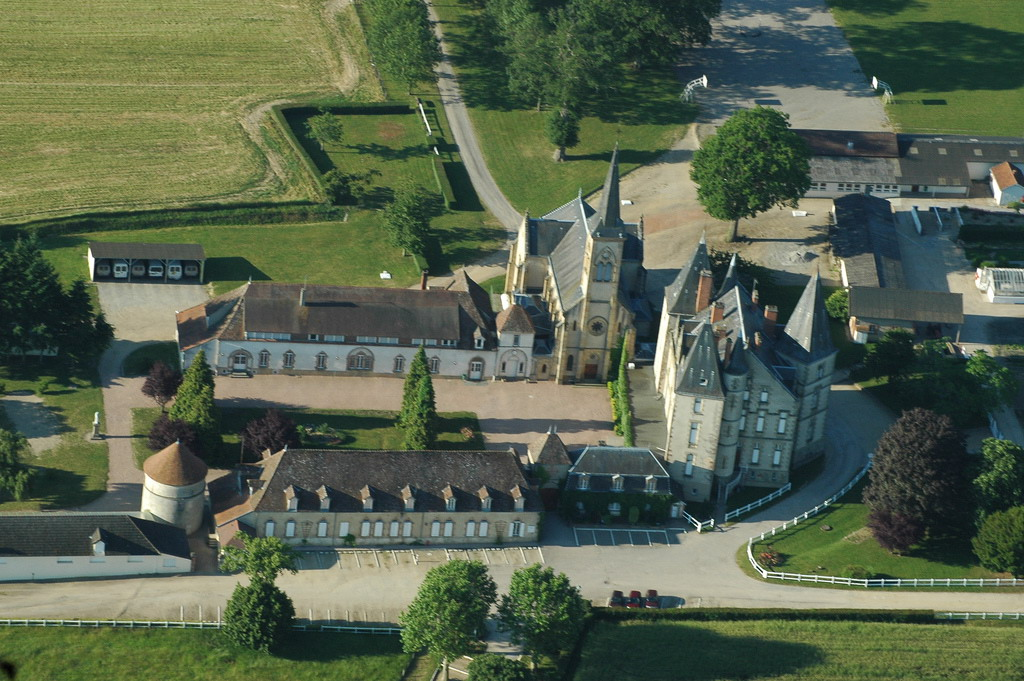
El seminari menor del Réray.

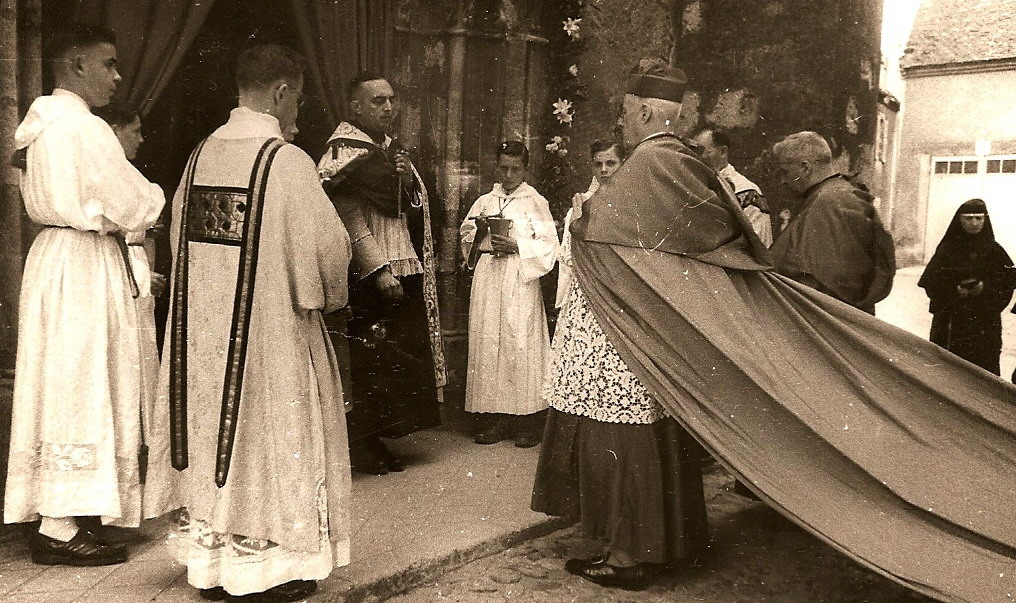
El bisbe Georges Jacquin amb la capa magna, durant la visita pastoral a una parròquia.

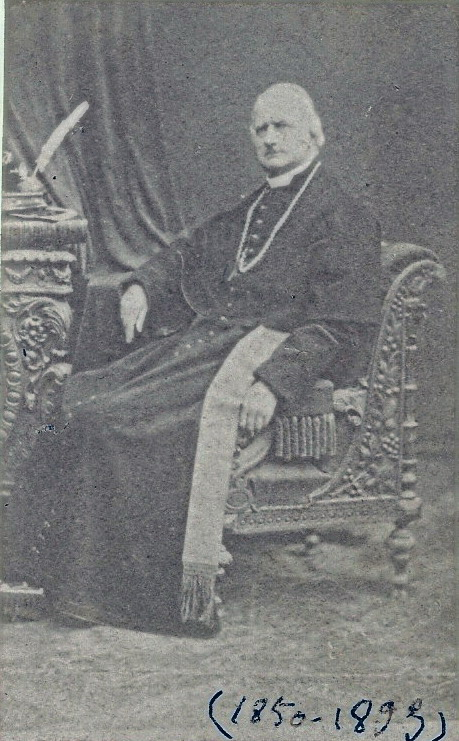
Monsenyor de Dreux-Brézé.

La diòcesi comprèn el departament francès d'Alier.
La seu episcopal és la ciutat de Moulins-sur-Allier, on es troba la catedral de Nostra Senyora de l'Anunciació.
El territori s'estén sobre 7.381 km², i està dividit en 18 parròquies, agrupades en 5 vicariats.

## Història

### La primera diòcesi de Moulins
La decisió d'erigir la diòcesi de Molins es va fer el 1788 i Étienne Jean-Baptiste des Gallois de La Tour, vicari general de la diòcesi d'Autun i degà del capítol de la col·legiata de Molins, va ser triat bisbe, mentre que esclatava la Revolució Francesa. L'erecció de la diòcesi va suspendre's; la investidura canònica i la consagració del bisbe es van ajornar sine die i mai no van tenir lloc. Per evitar prendre el jurament a la Constitució civil del clergat, el bisbe es va retirar al castell de la Tour (que avui es troba en el municipi de Saint-Pierre-Laval) i el 1790 va emigrar. Va morir arquebisbe de Bourges el 1820.
Les fronteres de la diòcesi de 1789 no eren les del departament actual, i molt menys les de la província antiga. El territori es va formar al Berry per una part dels arxiprestats de Bourbon i Hérisson i de tot el de Chantelle; a Alvèrnia, al costat de l'arxiprestat de Souvigny sobre el Bouble, deixant l'arxiprestat a l'est de Limagne i descendent per Varennes i Lapalisse fins al Besbre, a l'arxipresbiterat de Cusset. Dos arxiprestats de Moulins i Pierrefitte també van caure en el territori de la diòcesi.

### La diòcesi constitucional de l'Allier
En 1790 François-Xavier Laurent, capellà d'Huillaux, va ser nomenat bisbe constitucional de l'Allier.
Adjunt del clergat senescalat dels borbonesos als estats generals, Laurent va ser un dels primers membres de l'ordre del clergat que anà a la Cambra dels Comuns, quan es va formar a l'Assemblea Nacional (França) el 16 de juny de 1789; havia donat suport l'abolició dels delmes i els salaris del clergat, i, el 17 de desembre, va prestar jurament a la Constitució civil del clergat. Proclamat bisbe, va ser consagrat a París pel seu col·lega a l'Assemblea Constituent, Henri Grégoire, bisbe de Blois. La constitució civil del clergat dispensava els bisbes elegits a apel·lar a la Santa Seu per obtenir la seva aprovació i rebre autorització per exercir les seves funcions; el bisbe constitucional Laurent va afanyar-se a prendre possessió, de punta en blanc, el seu quarter general a la col·legiata de Notre Dame va esdevenir la catedral de la diòcesi de Allier. Els canonges que es van negar a prestar el jurament van ser acomiadats i substituïts per setze vicaris episcopals designats pel bisbe.
Laurent no va romandre a la seu de Moulins. La persecució del clergat que s'havia negat a prendre el jurament aviat s'estengué a aquells que, tot i haver promès, se sospitava que la moderació. Per escapar de la persecució, alguns es convertiren en apòstates, altres contragueren matrimoni, i d'altres es donaren als excessos de la revolució; tots abandonant l'hàbit clerical que havia estat proscrit i tornaren a l'estat laic. Laurent es va refugiar a Clermont-Ferrand, on va morir i es van fer honres fúnebres amb la dignitat que tenia.
Tenia llavors un successor. Al bell mig de la revolució i abans que el culte estava completament trencat, l'antic capellà de la parròquia Iseure, Buteaux-Dupoux, que havia jurat i havien seguit la seu de la seva parròquia es va traslladar a l'església carmelita de Molins, que aspirava a l'episcopat. Es va traslladar a París i va ser consagrat bisbe per Henri Grégoire, igual que el seu predecessor; va tornar a Molins per prendre possessió de la diòcesi, amb el vestit i oficiar a la catedral episcopal. Però la seva jurisdicció, en disputa pel clergat, no es va estendre fora de les parets de la catedral. Poc després, es va suprimir el culte catòlic. El bisbe va anar a París, on va morir després del restabliment del culte el 1803 i va ser guardonat amb els funerals episcopals per a la decisió del govern.
La catedral es va convertir en un temple de la raó.

### El retorn del culte
Quan la persecució contra els sacerdots es va calmar, algun eclesiàstic es va aventurar a reprendre el ministeri en les esglésies devastades, tolerat per les autoritats i demanat pels fidels. Sense grans mitjans de subsistència, aquests sacerdots s'enfrontaren a les necessitats més urgents del culte. Alguns clergues es van reunir llavors a Molins per exercir el seu ministeri sota les autoritats de l'abat Roux, administrador de la diòcesi d'Autun, de la que depenia formalment Moulins i totes les parròquies de l'Alier que no reconeixien la constitució civil del clergat. Roux es va instal·lar a Molins i, recolzat pels fidels, va restaurar l'església de Notre-Dame, va obrir les esglésies principals i es va prohibir el culte de la Raó i teofilantròpic.
Quan el primer cònsol va restablir a França el culte catòlic, el nou concordat, signat a París el 15 de juliol de 1801, va suprimir la diòcesi de l'Allier, i va incorporar el territori de la diòcesi de Clermont. Moulins va tornar a ser la residència d'un vicari general, com abans de la revolució.
Després del retorn dels Borbons al tron, la primera preocupació de l'abat Roux era recordar al rei Lluís XVIII, el vot de Lluís XVI, que, juntament amb el Papa Pius VI, s'havia erigit la Diòcesi de Molins. El nou rei de França no va trigar a fer front als canvis en el concordat de 1801, relatius al nom i la circumscripció de la diòcesi; clarament que volia posar fi al cisma que va néixer a França arran de les protestes de Pius VII contra l'acord signat a Fontainebleau el 13 de febrer de 1813. Les relacions diplomàtiques tornaren a establir-se ja en 1814 a la cort papal, van ser continuades pel comte Blacas d'Aulps. L'11 de juny de 1815, aquestes negociacions finalitzarien amb un acord entre Pius VII i Lluis XVIII, que va restaurar el concordat de Bolonya, signat per Lleó X i Francesc I, canviat els districtes de diverses diòcesis a França i erigint quaranta noves seus episcopals. El departament d'Allier es pretenia llavors per formar el territori d'una diòcesi de la província eclesiàstica de Sens, la seu es va establir a Molins. Van haver de passar sis anys perquè s'apliquessin les disposicions del concordat.

### La nova diòcesi de Moulins
La diòcesi, restaurada pel concordat de 1817 i confirmada per la posterior butlla Commissa divinitus del 27 de juliol, va obtenir el seu territori per parts de les diòcesis d'Autun, de Bourges i de Clermont, per tal de correspondre als límits administratius del departament d'Allier; la nova diòcesi era sufragània de l'arxidiòcesi de Sens. Més tard, però, les dificultats trobades pel concordat, no van estat aprovats pel Parlament, aquesta constitució no va tenir cap efecte i la qüestió es va suspendre fins al 1822. En aquest any, finalment va arribar a un acord per a l'aplicació de les decisions de 1817, que van ser confirmades per la butlla Charitatis paternae del Papa Pius VII del 6 d'octubre, i executada el 30 del mateix mes. M. Antoine de La Grange de Pons va ser elegit bisbe de Molins i la col·legiata de Molins va ser elevada a la dignitat de catedral. Consagrat a la catedral de Notre Dame a París el 13 de juliol 1823, el nou bisbe va prendre possessió de la diòcesi el 5 de setembre. Va ser rebut amb gran pompa per les autoritats municipals. El 7 de setembre de 1823, Monsenyor de Pons establí el capítol de la catedral, format per dos vicaris generals, nou canonges i 3 canonges honoraris, el 8 de setembre, va celebrar pontificalment per primera vegada a la seva catedral. En aquesta ocasió, es va consagrar, la catedral i la diòcesi a Maria Santíssima, establint de la Nativitat de la Mare de Déu com a patrona de la diòcesi.
Cadascuna de les diòcesis de les quals es va originar la diòcesi de Moulins tenia la seva pròpia litúrgia gal·licana. Per tal que totes les parròquies celebressin la mateixa litúrgia, monsenyor de Pons va adoptar el ritual i el missal de la diòcesi de Clermont al llarg de la diòcesi. Per tal de recular el cant litúrgic, publicà el 1826 un breviari (Breviarium Molinense), un gradual (Graduale Molinense) i un antifonari (Antiphonarium Molinense).
El nou bisbe aviat va visitar la diòcesi fins als pobles més petits. Vuitanta parròquies estaven mancades de sacerdots i moltes esglésies estaven tancades o abandonades. Va cuidar d'omplir els buits fomentant vocacions eclesiàstiques i demanant als sacerdots de les diòcesis veïnes. Després va obtenir l'erecció de moltes parròquies. El seminari menor ja havia estat establert, i va fundar en 1826, el seminari major diocesà que confiarà als pares maristes el 1843. També va ser responsable de la creació d'un fons de pensions per als sacerdots discapacitats sense mitjans.

### La romanització de la diòcesi
El pontificat del segon bisbe de Moulins, Pierre Simon de Dreux-Brézé, va marcar la vida de la diòcesi. Quan va prendre possessió de Moulins el 30 d'abril de 1850, era el bisbe francès més jove, amb tan sols 38 anys. Romandria al capdavant de la diòcesi durant gairebé 43 anys, fins a la seva mort el 5 de gener de 1893, quan era el bisbe francès més ancià.
El treball realitzat per aquest prelat de tendències legitimistes i ultramuntanes durant el seu llarg pontificat, que va durar durant tot el Segon Imperi, i els primers 22 anys de la Tercera República, va ser considerable: ca ser el responsable de la creació de moltes congregacions religioses i retorn de l'orde de la Visitació a Molins, on havia mort la seva fundadora, Santa Joana Francesca de Chantal, així com l'establiment d'institucions educatives, com ara l'Institució del Sagrat Cor de Molins en 1880. Es va dur a terme la construcció i restauració de quaranta esglésies entre 1850 i 1870, inaugurant entre d'altres, l'església de Sant Lluís a Vichèi il 2 de juliol de 1865 i l'Església de Sant Sadurní de Cusset el 16 de maig de 1868. Pierre Simon de Dreux-Brézé va començar a treballar treballs importants a la catedral de Molins, s'havia quedat massa petita: es va duplicar la superfície de la nau central i construir les dues naus i la façana harmoniosa amb dues torres de 81 metres. Aquestes addicions arquitectòniques es van fer en l'estil neogòtic, sota la influència d'Eugène Viollet-le-Duc. L'arquitecte parisenc Jean-Baptiste-Antoine Lassus - que era responsable de la restauració de la catedral de Chartres, la Sainte-Chapelle i la catedral de Notre-Dame de París, que va construir la sagristia - va començar l'obra, que després de la seva mort es van seguir de Millet i Selmersheim, en 1857.
L'altar major de la catedral, coronada per un cimbori, estava disposat "a la romana": a diferència de la majoria ús generalitzat en el moment, es va col·locar davant del cor i no a l'absis. El bisbe i canonges a continuació, celebren missa davant del passadís. A partir de 1937, l'altar va ser traslladat a la part posterior del cor: el bisbe i els canonges celebren des de llavors, mirant cap a l'est que simbolitza a Crist, en la mateixa direcció dels fidels.
És sobretot en la litúrgia que monsenyor de Dreux-Brézé va deixar la seva empremta. Sota la influència de Prosper Guéranger, fundador del moviment litúrgic, molt crític sobre els ritus de diòcesis franceses, va imposar el ritu romà a la diòcesi per ordre de 21 de novembre de 1853. Moulins va ser així una de les primeres diòcesis franceses a substituir el seu ritu pel romà. Monsenyor de Conny, degà del capítol de la catedral, va publicar un cerimonial romà que va ser durant molt de temps un llibre litúrgic de referència. D'aquesta manera, els cqnonges de Moulins obtindrien el privilegi de portar la capa magna al cor durant l'estiu i l'hivern. El segon bisbe de Molins també va ser un dels promotors del cant gregorià i feu un ús gradual dels antifonaris publicats per les arxidiòcesis de Reims i de Cambrai.
El bisbe de la diòcesi va introduir una forma d'ornaments litúrgics inspirats en antigues casulles i dalmàtiques de moda romana que existien abans del "barroc", com es pot veure en les il·lustracions de la liturgista Bartholomée Gavantus al segle xvi. Tenien una forma ovalada, sovint adornades amb una creu llatina en la part posterior i una banda senzilla en la part frontal, i eren una mica menys àmplies que els que segueixen a França unes dècades més tard.
Fins als anys que van precedir el Concili Vaticà II, la litúrgia a la catedral era molt solemne. No es van observar plenament els usos antics del ritu romà. A les funcions pontificals majors, el capítol assistia parat, és a dir, els canonges portaven el sobrepellís i el roquet, l'àmit i el parament corresponent que correspon al seu rang: la capa per dignataris, la dalmàtica pels canonges-diaques i tunicel·la per canonges-sotsdiaques. Aquest antic ús va comptar amb la participació activa de cada un dels clergues fi a l'acció del bisbe.
Els comptes de l'obra dels seminaris diocesans, publicats entre 1852 i 1902, mostren la fragilitat de les finances de l'Església durant aquest temps i l'impacte limitat d'aquest treball va tenir en la classe mitjana i la noblesa, el que reflecteix el compromís de Monsenyor de Dreux-Brézé a favor de les vocacions sacerdotals per les quals va hipotecar el seu patrimoni personal.

### Període contemporani
El 19 de juny de 1988 es va aprovar un nou propi dels Sants, amb el qual es reconegué com el sant patró de la diòcesi principal Nostra Senyora de Molins, la festa es fixà pel 19 de juny, el dia de la seva coronació el 1910.
Des dels anys noranta del segle passat, el territori diocesà ha experimentat una considerable reorganització, el que ha reduït el nombre de parròquies de més de 300 el 1990 a les actuals 58. A més es van establir cinc deganats per reemplaçar els 11 anteriosr: tres d'aquests grups les parròquies de les aglomeracions urbanes de Molins, Montluçon i Vichy, mentre que les altres dues parròquies rurals (est i oest).
El 8 de desembre de 2002, amb la reorganització dels districtes diocesans francesos, Moulins va passar a formar part de la província eclesiàstica de l'arxidiòcesi de Clermont.

## Episcopologi
- Antoine de La Grange de Pons † (16 de maig de 1823 - 23 de setembre de 1849 mort)
- Pierre-Simon-Louis-Marie de Dreux-Brézé † (7 de gener de 1850 - 5 de gener de 1893 mort)
- Auguste-René-Marie Dubourg † (19 de gener de 1893 - 6 d'agost de 1906 nomenat arquebisbe de Rennes)
- Emile-Louis-Cornil Lobbedey † (10 d'agost de 1906 - 5 de maig de 1911 nomenat bisbe d'Arràs)
- Jean-Baptiste-Etienne-Honoré Penon † (8 de maig de 1911 - 21 de juny de 1926 jubilat)
- Jean-Baptiste-Auguste Gonon † (31 d'agost de 1926 - 21 d'abril de 1942 mort)
- Georges-Clément-Joseph-Edouard Jacquin † (7 d'octubre de 1942 - 25 d'abril de 1956 mort)
- Francis-Albert Bougon † (2 d'agost de 1956 - 2 de desembre de 1975 renuncià)
- André Bernard Michel Quélen † (2 de desembre de 1975 - 1 d'octubre de 1998 jubilat)
- Philippe Xavier Ignace Barbarin (1 d'octubre de 1998 - 16 de juliol de 2002 nomenat arquebisbe de Lió)
- Pascal Roland (27 de gener de 2003 - 15 de juny de 2012 nomenat bisbe de Belley-Ars)
- Laurent Percerou, des del 14 de febrer de 2013

## Demografia
A finals del 2016, la diòcesi tenia 340.000 batejats sobre una població de 342.729 persones, equivalent al 99,2% total.
| any  | població | població | població | sacerdots | sacerdots       | sacerdots       | sacerdots             | diaques | religiosos | religiosos | parròquies |
| ---- | -------- | -------- | -------- | --------- | --------------- | --------------- | --------------------- | ------- | ---------- | ---------- | ---------- |
| any  | batejats | total    | %        | total     | clergat secular | clergat regular | batejats por sacerdot | diaques | homes      | dones      |            |
| 1950 | 350.000  | 375.845  | 93,1     | 379       | 275             | 104             | 923                   |         | 194        | 475        | 320        |
| 1970 | 360.000  | 386.533  | 93,1     | 254       | 214             | 40              | 1.417                 |         | 75         | 382        | 315        |
| 1980 | 372.500  | 379.400  | 98,2     | 225       | 185             | 40              | 1.655                 | 1       | 109        | 372        | 317        |
| 1990 | 295.000  | 357.000  | 82,6     | 194       | 144             | 50              | 1.520                 | 11      | 100        | 340        | 319        |
| 1999 | 298.200  | 361.700  | 82,4     | 121       | 112             | 9               | 2.464                 | 19      | 102        | 251        | 60         |
| 2000 | 299.000  | 362.700  | 82,4     | 112       | 103             | 9               | 2.669                 | 19      | 45         | 181        | 66         |
| 2001 | 284.000  | 344.721  | 82,4     | 114       | 106             | 8               | 2.491                 | 19      | 52         | 255        | 57         |
| 2002 | 284.000  | 344.721  | 82,4     | 108       | 100             | 8               | 2.629                 | 19      | 82         | 218        | 50         |
| 2003 | 284.000  | 344.721  | 82,4     | 114       | 102             | 12              | 2.491                 | 18      | 142        | 213        | 50         |
| 2004 | 293.012  | 344.721  | 85,0     | 109       | 97              | 12              | 2.688                 | 19      | 129        | 198        | 58         |
| 2013 | 349.800  | 351.700  | 99,5     | 84        | 73              | 11              | 4.164                 | 18      | 114        | 126        | 18         |
| 2016 | 340.000  | 342.729  | 99,2     | 88        | 58              | 30              | 3.863                 | 21      | 89         | 113        | 18         |